# 亞美尼亞自由民主聯盟
亞美尼亞自由民主聯盟(亞美尼亞語: Հայաստանի Ժողովրդավարական Ազատական Միություն)是亞美尼亞一個主張自由主義的政黨。

## 歷史
亞美尼亞自由民主聯盟參加2003年亞美尼亞議會選舉，該黨獲得4.6%的選票，但未能在亞美尼亞國民議會中獲得任何席位。自2003年以來，亞美尼亞自由民主聯盟沒有直接參加任何隨後的亞美尼亞議會選舉。2009年5月，該黨黨員舉行了一次黨代表大會，討論亞美尼亞的政治問題和該黨的未來計劃。
2018年6月，亞美尼亞自由民主聯盟發表聲明支持2018年亞美尼亞示威，並呼籲結束亞美尼亞的腐敗和經濟壟斷。該黨呼籲實施新計劃，以加強亞美尼亞的國家實力。該黨還宣布不參加2018年亞美尼亞議會選舉。